# 1986年の航空
< 1986年
1985年の航空 - 1986年の航空 - 1987年の航空

## 航空に関する出来事
- 1月28日 - アメリカのスペースシャトル・チャレンジャーが発射から73秒後に空中で爆発し、七名の宇宙飛行士が犠牲になった（チャレンジャー号爆発事故）
- 2月15日 - ビーチクラフト スターシップが初飛行した。
- 3月22日 - ベルギー、スウェーデンが共同開発したリモートセンシング衛星のSPOT 1 が打ち上げられた。
- 3月13日 - 欧州宇宙機関 (ESA) によって1985年7月2日に打ち上げられた、ジオットがハレー彗星の核から600 kmまで接近し、画像などを撮影するが彗星の塵の衝突により交信が途絶えた。
- 4月15日 - アメリカが、イギリス駐留のF-111、EF-111と地中海に展開していた航空母艦搭載の艦載機隊で、リビアに対する空襲を行った。（エルドラド・キャニオン作戦(Operation El Dorado Canyon)）
- 4月18日 - フランス、ダッソーの創立者、マルセル・ダッソーが没した。
- 4月26日 - ヘリウム気球に取り付けられたフレームに4機のヘリコプターを取り付けたハイブリッド飛行船、パイアセッキ PA-97 ヘリシュタットが初飛行した。7月1日、事故を起こしパイロットが死亡した。
- 5月10日 - イスラエルで CH-53シースタリオンが墜落し54人が死亡した。
- 5月26日 - Michel Vaujourが妻の操縦するヘリコプターで、パリ刑務所から脱走した。

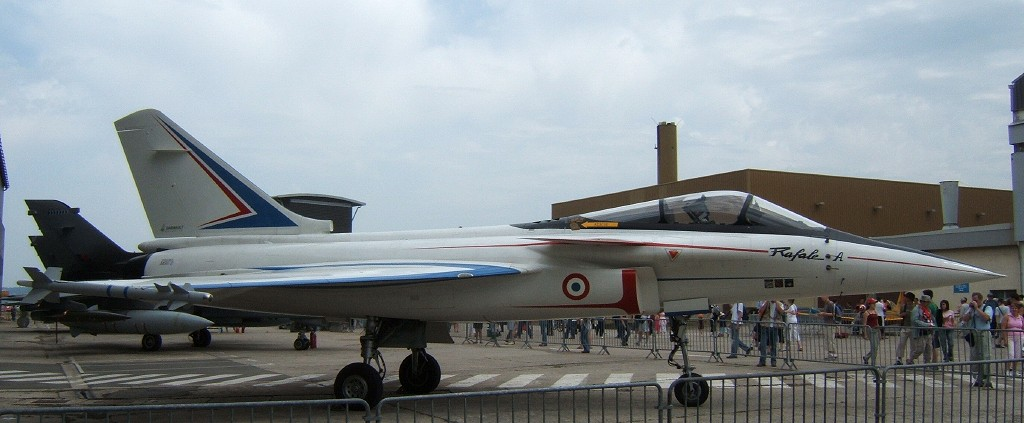
ダッソー ラファール

世界一周から帰還した際のルータン ボイジャー

- 7月4日 - フランスの戦闘機ダッソー ラファールが初飛行した。
- 8月12日 - 日本のH-Iロケットが打ち上げが成功した。
- 8月17日 - ボーイングの5,000機目のジェット旅客機、ボーイング737‐300がKLMオランダ航空に引き渡された。
- 9月23日 - イタリアのビジネス・ジェット、ピアッジョ P.180 アヴァンティが初飛行した。
- 10月31日 - アメリカ空軍の先進戦術戦闘機、（ATF：Advanced Tactical Fighter）の候補にロッキード案（後のF-22）とノースロップ案(後のYF-23）が最も有望な設計として選定された。
- 11月6日 - ブリティシュ・インターナショナル・ヘリコプターのボーイング・チヌークがシェトランド諸島沖に墜落し、45人が死亡し、民間ヘリコプターの最悪の事故となった。
- 11月30日 - オランダの旅客機、フォッカー100が初飛行した。
- 12月14日〜23日 - ディック・ルータンとジーナ・イェーガーの操縦で、ルータン ボイジャーが無給油世界一周飛行を行った。総航続時間9日3分44秒、航続距離40,212kmであった。
- 12月31日 - イスラエルの試作戦闘機・攻撃機、IAIラビが初飛行した。

## 1986年に初飛行した機体の画像

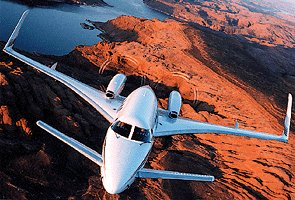
ビーチクラフト スターシップ （2月15日）
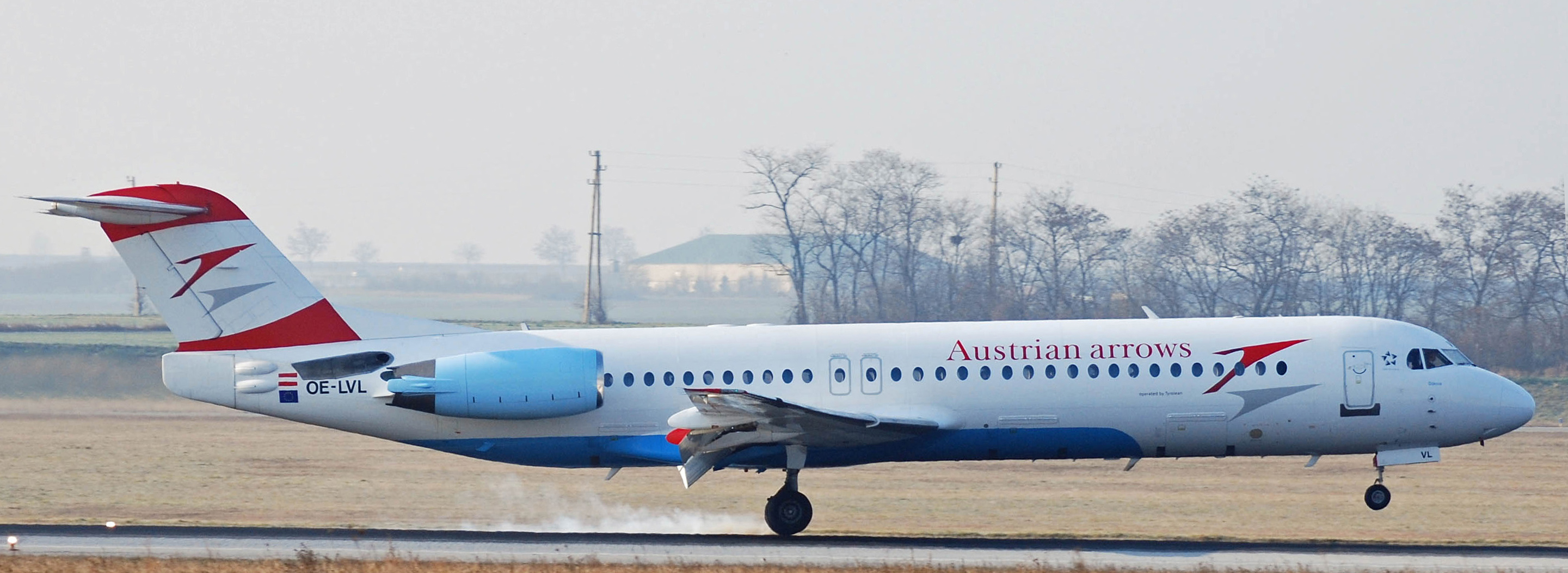
フォッカー 100 （11月30日）
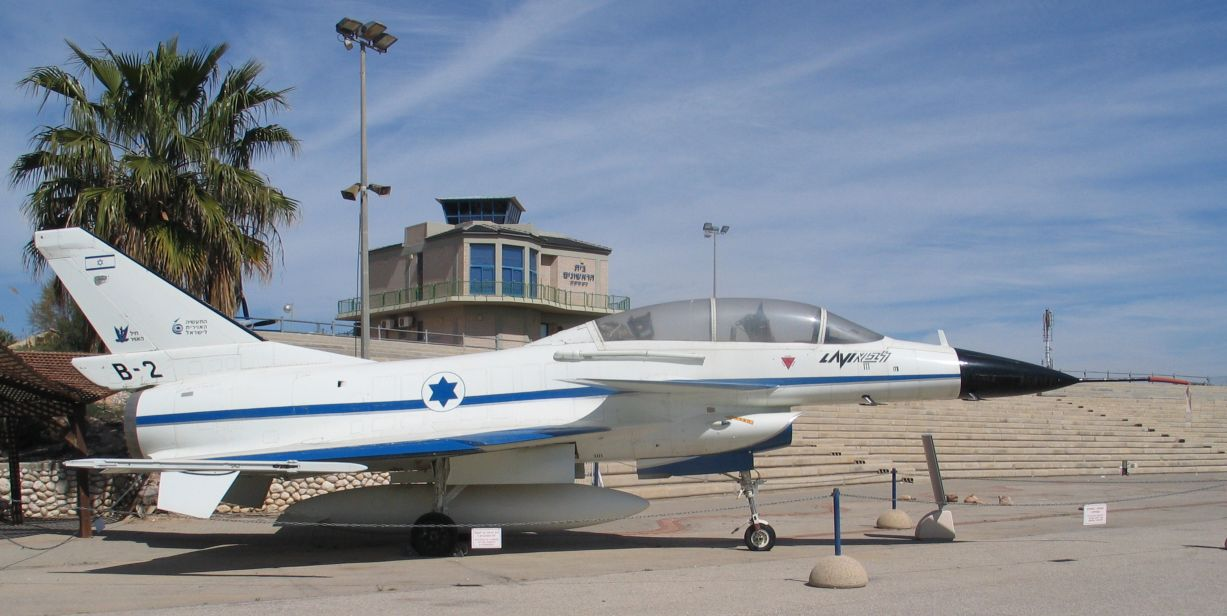
IAI ラビ （12月31日）

## 航空に関する賞の受賞者
- ハーモン・トロフィー：ジョン・アイスミンガー、ジーナ・イェーガー
- デラボー賞：ディック・ルータン、ジーナ・イェーガー
- FAI・ゴールド・エア・メダル：セミョーン・カルラモフ(Semen Kharlamov)--FAI副会長、ソ連航空スポーツ連盟会長
- イギリス飛行クラブ金賞：ディック・ルータン、ジーナ・イェーガー